# FS Lublin
Le FS Lublin est un  véhicule utilitaire polonais fabriqué par Fabryka Samochodów Ciężarowych entre 1993 et 2007. Il est le successeur du FSC Żuk.

## Historique
À la fin des années 1970 et durant les années 1980 l'usine FSC en coopération avec la société ZSD de Nysa tentent de remplacer les FSC Żuk et les ZSD Nysa obsolètes. L'effet de leur travail sont des prototypes suivants: Lublin 25 et Lublin 35 et Nysa 321, Nysa 25 et Nysa 325 (dont un exemplaire à 4 roues motrices).
Le 15 octobre 1993 à Lublin démarre la production en série du Lublin 33 doté d'un moteur de 2 417 cm3 développant une puissance de 70 ch. Dès 1996 est disponible la version équipée d'un moteur de 90 ch ainsi que d'un moteur essence de 105 ch.
En 1997, commence la fabrication de Lublin II doté d'une nouvelle boîte de vitesses et de direction assistée. La calandre et le tableau de bord sont modifiés. En dehors des moteurs déjà existant dans la gamme, le Lublin II reçoit une nouvelle unité, le C22 NED (moteur essence de 117 ch construit par la société australienne Holden). Entre 1997 et 1999, les Lublins sont assemblés dans l'usine tchèque Avia.
En 1999, entre sur les marchés le Lublin 3 avec une nouvelle boîte de vitesses et l'arbre de transmission. Les feux stops et les clignotants ont également été modifiés.
En décembre 2007 la production de Lublin touche à sa fin.

## Données techniques
| Version         | Moteurs                   | Constructeur   | Alésage × course (mm) | Taux de compression | Puissance maxi                 | Couple maxi            | Vitesse-maxi   |                |
| Moteurs Diesel  | Moteurs Diesel            | Moteurs Diesel | Moteurs Diesel        | Moteurs Diesel      | Moteurs Diesel                 | Moteurs Diesel         | Moteurs Diesel | Moteurs Diesel |
| --------------- | ------------------------- | -------------- | --------------------- | ------------------- | ------------------------------ | ---------------------- | -------------- | -------------- |
| 2,4 4C90        | R4 2,4 l (2 417 cm3), OHC | Andoria        | 90,00 × 95,00         | 20,6                | 70 ch (51,5 kW) à 4 200 tr/min | 146 N m à 2 500 tr/min | 104 km/h       |                |
| 2,4 4CT90       | R4 2,4 l (2 417 cm3), OHC | Andoria        | 90,00 × 95,00         | 20,6                | 90 ch (66 kW) à 4 100 tr/min   | 195 N m à 2 500 tr/min | 120 km/h       |                |
| 2,4 4CTi90      | R4 2,4 l (2 417 cm3), OHC | Andoria        | 90,00 × 95,00         | 20,6                | 102 ch (75 kW) à 4 100 tr/min  | 230 N m à 2 500 tr/min | 126 km/h       |                |
| 2,8 8140.43S    | R4 2,8 l (2 798 cm3)      | IVECO          | 94,4 x 100            | -                   | 125 ch (92 kW) à 3 800 tr/min  | 290 N m à 1 800 tr/min | 140 km/h       |                |
| Moteurs essence |                           |                |                       |                     |                                |                        |                |                |
| 2,0 MPFI        | R4 2,0 l (1 998 cm3)      | GM             | -                     | -                   | 105 ch (77 kW) à 5 000 tr/min  | 165 N m à 3 000 tr/min | -              |                |
| 2,2 C22 NED     | R4 2,2 l (2 197 cm3)      | GM             | -                     | -                   | 117 ch (85 kW) à 4 800 tr/min  | 178 N m à 2 800 tr/min | -              |                |

## Galerie

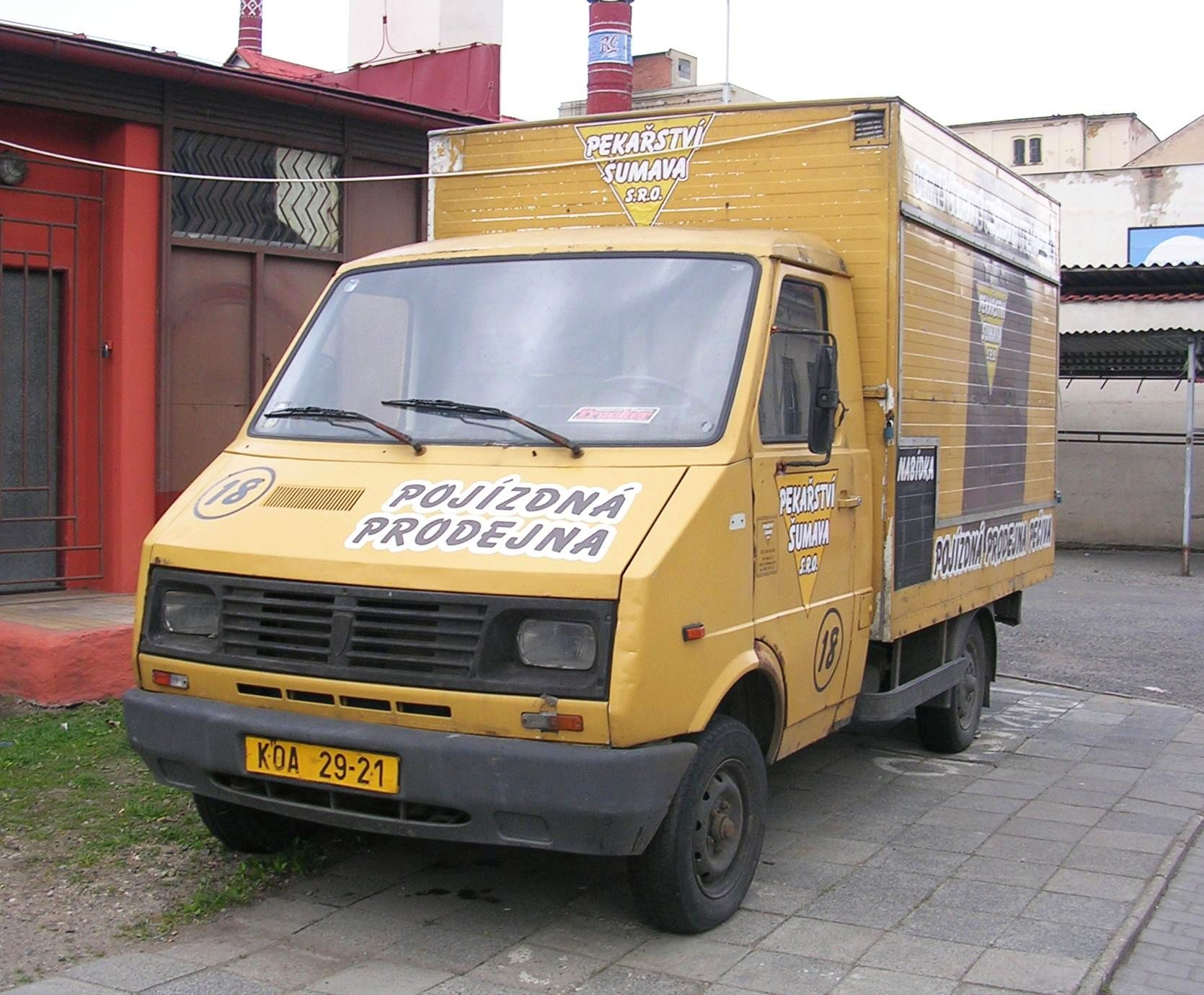
FS Lublin 33 en République tchèque
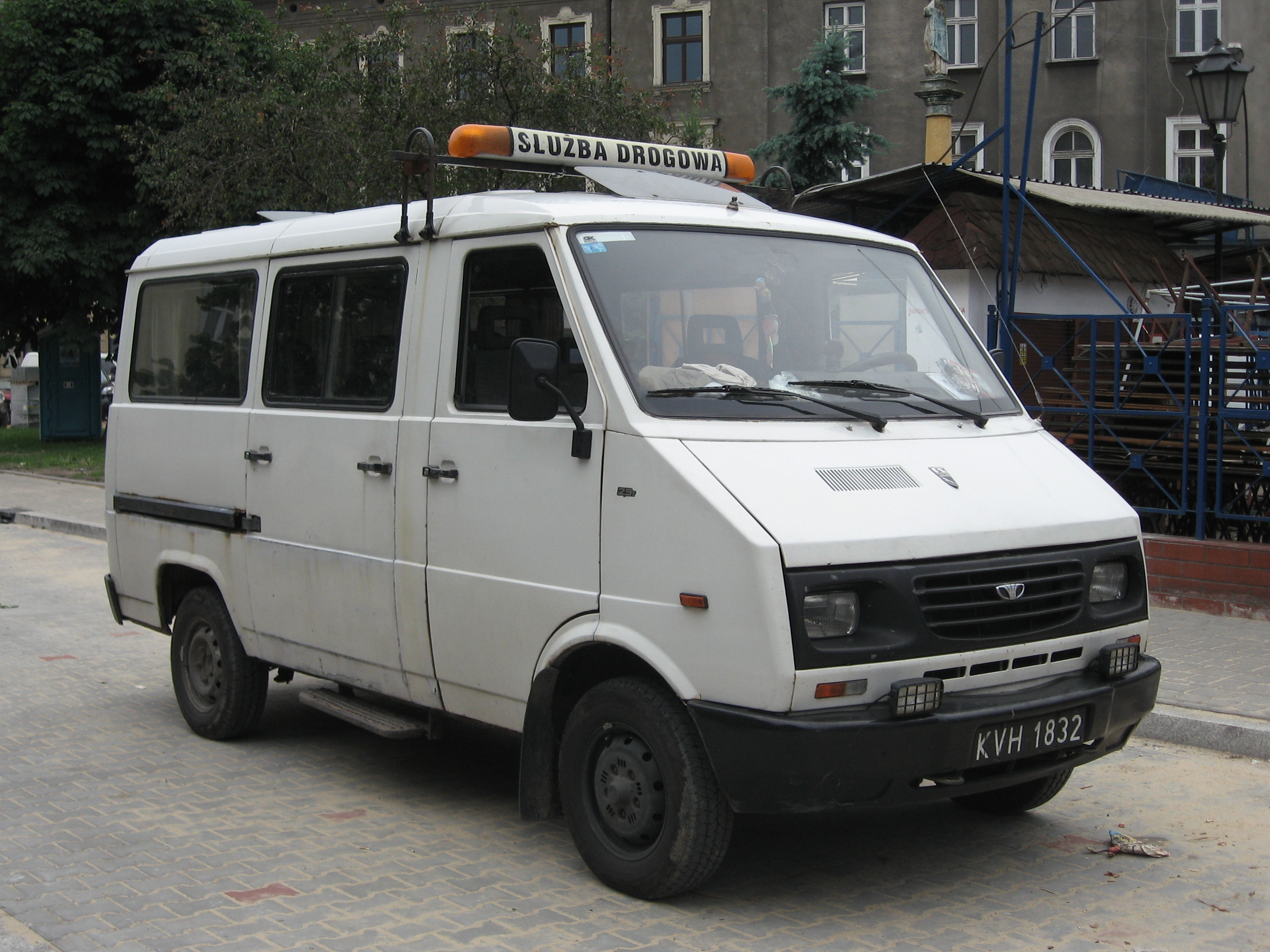
Lublin II
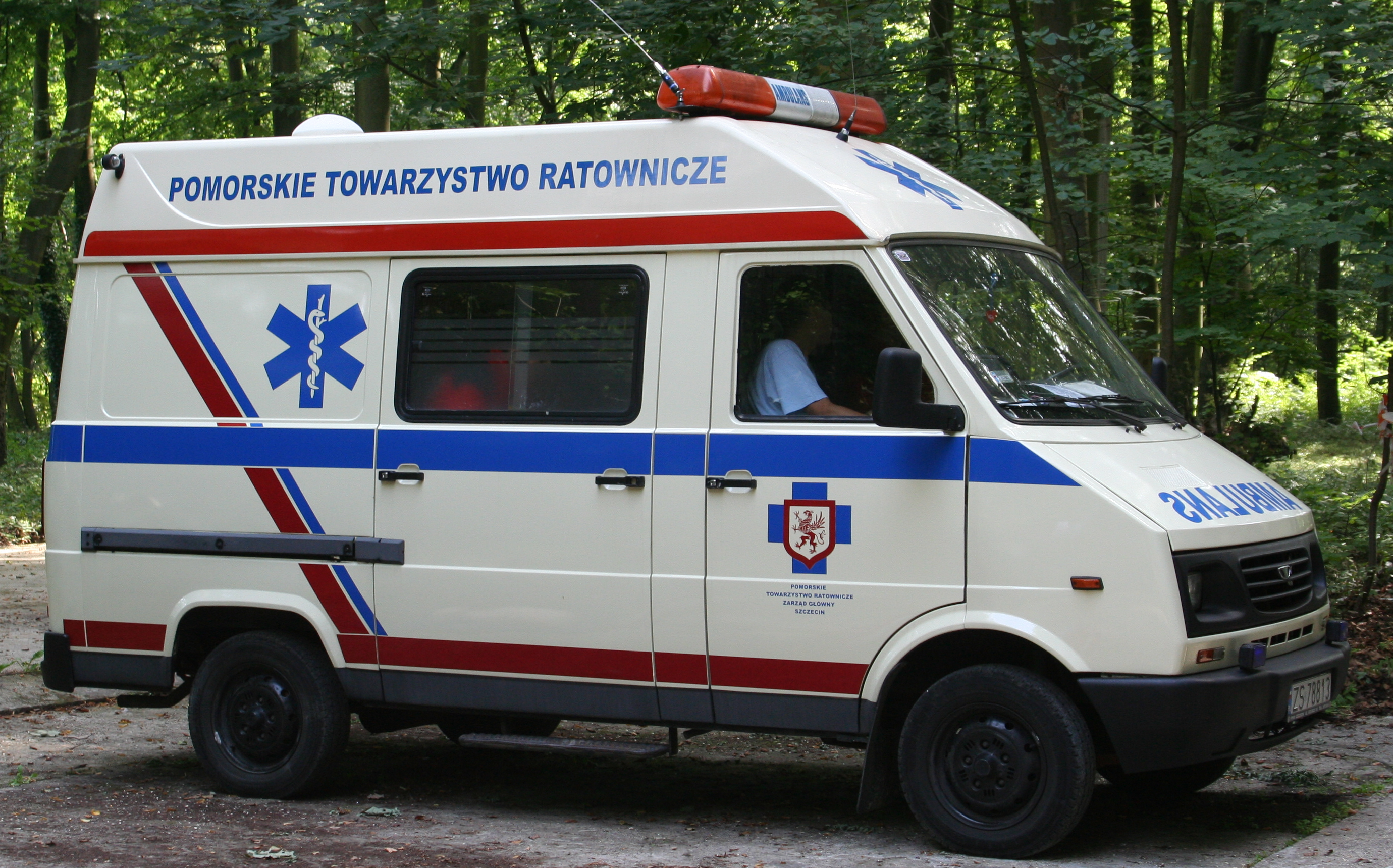
Lublin II ambulance
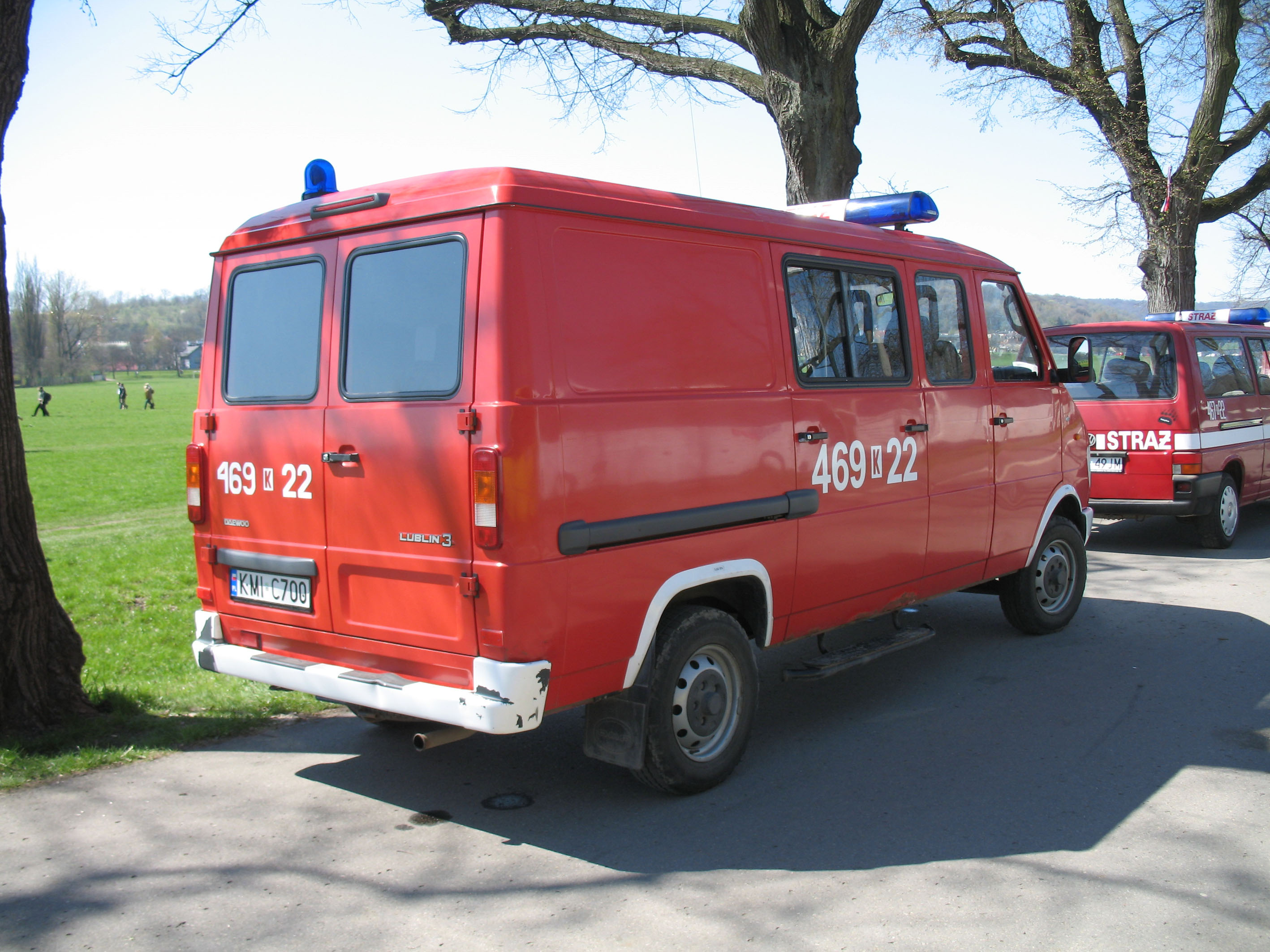
Lublin 3 camion de pompiers
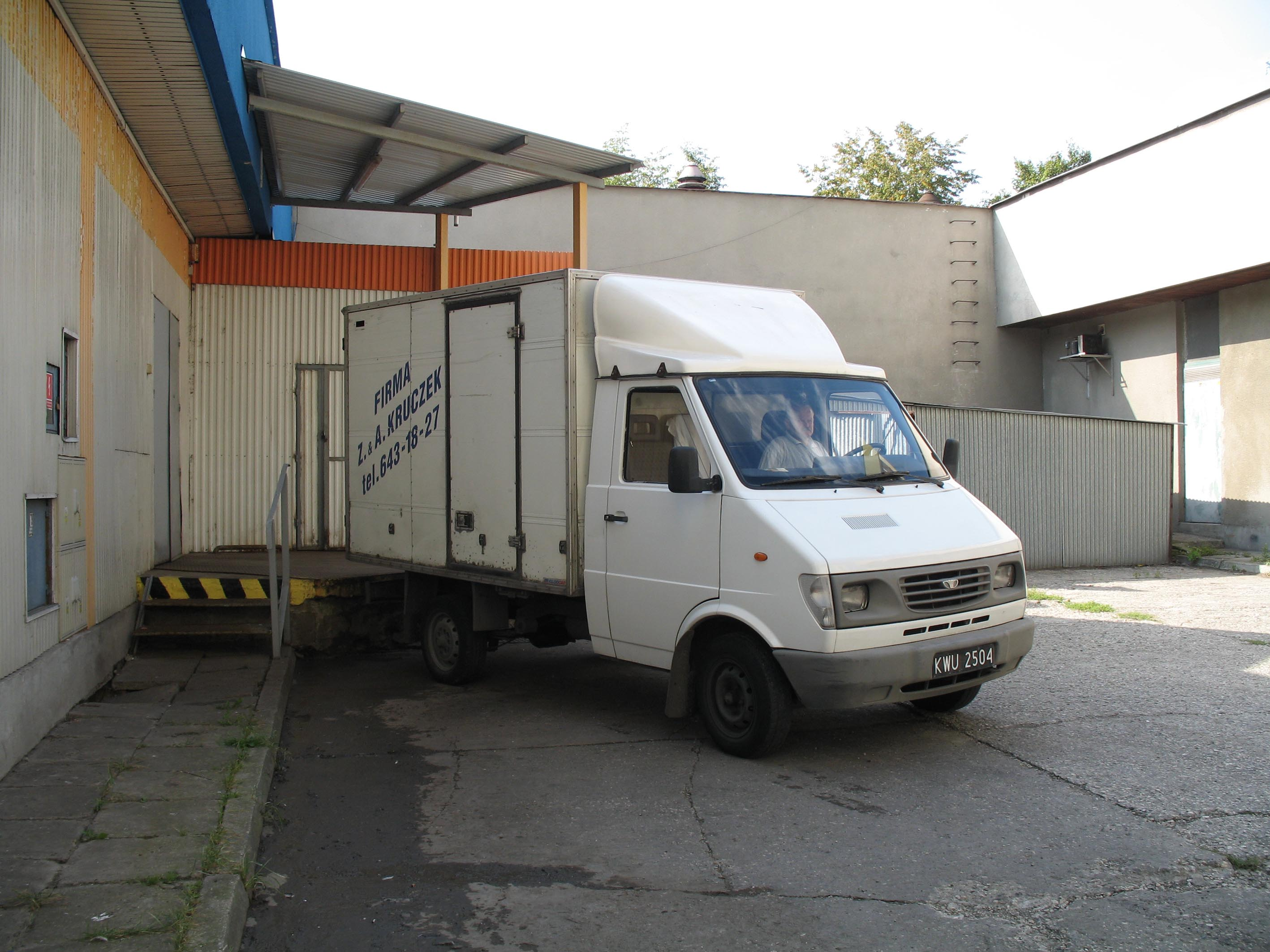
Lublin 3 caisse isothermique
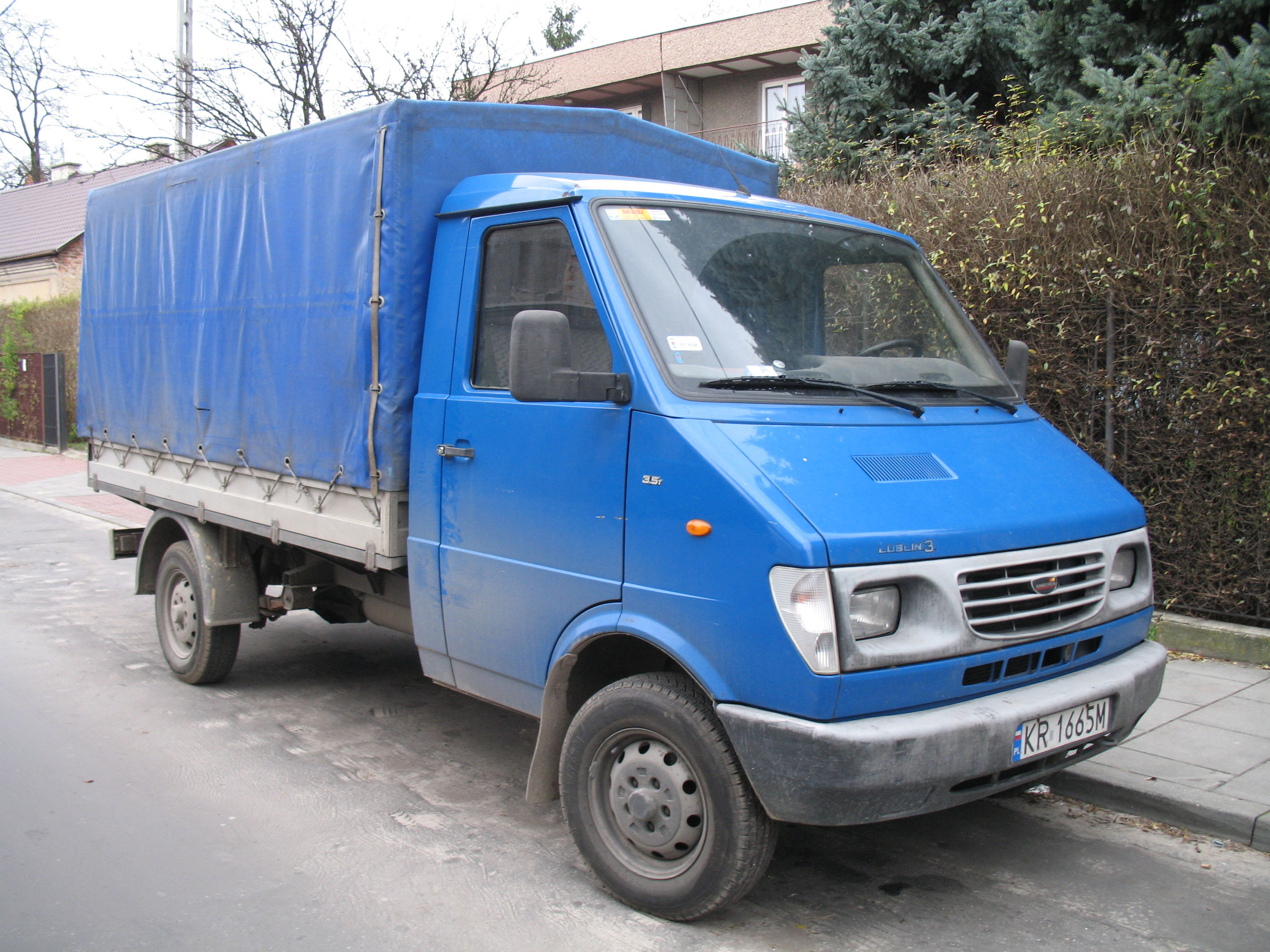
Lublin 3
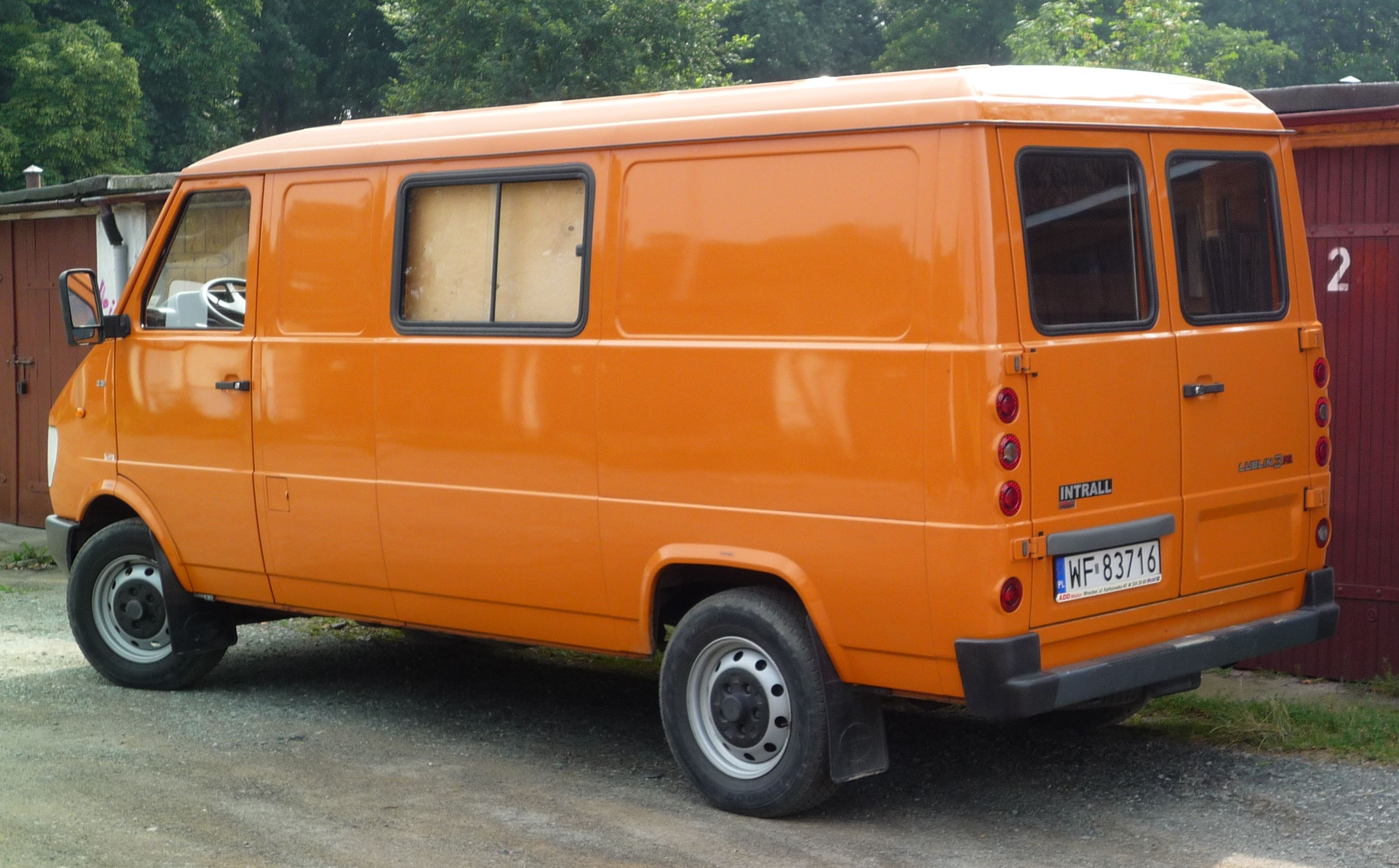
Lublin 3Mi – arrière du véhicule
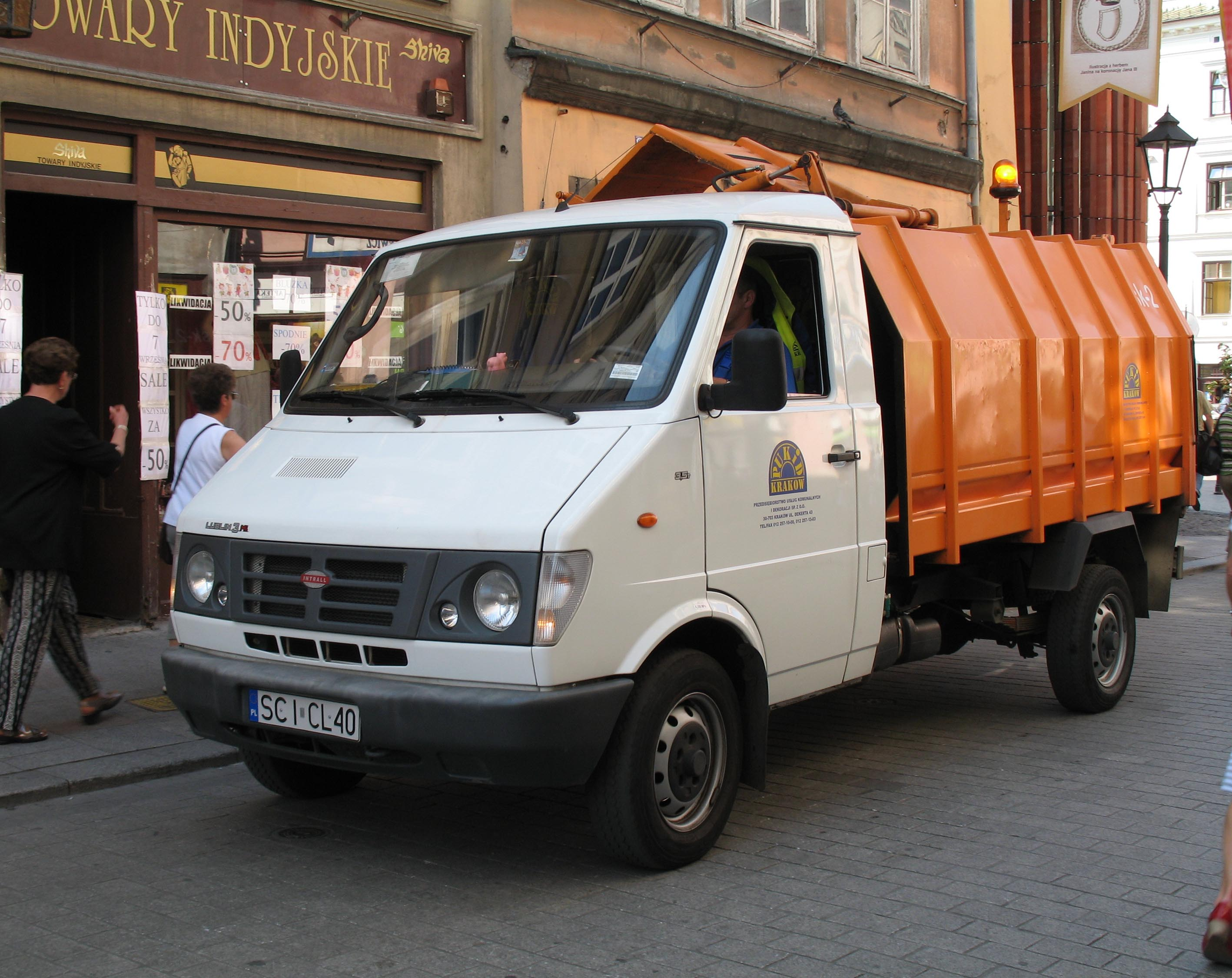
Lublin 3Mi – Benne à ordures ménagères